# دانشگاه کوکوگاکواین
دانشگاه کوکوگاکواین (به ژاپنی: 國學院大學 Kokugakuin University) یک دانشگاه خصوصی است که در شیبویا-کو، توکیو قرار دارد.  